# Castell de Prenafeta
El Castell de Prenafeta és un monument del nucli de Prenafeta, en el municipi de Montblanc (Conca de Barberà), declarat bé cultural d'interès nacional.

## Descripció
Les restes del castell estan en un turó sobre l'actual poble de Prenafeta. En el mateix turó hi ha dues edificacions d'èpoques diferents. A l'extrem oriental hi ha la més antiga; és un petit castell roquer de planta gairebé trapezoïdal. Els murs conserven molt poca alçada. Aquest castell es va construir cap al segle xii.
A l'extrem oest de la cresta del tossal es conserva trossos de mur d'una casa forta. Les pedres cantoneres són carreus ben tallats mentre que el parament és de pedres irregulars. Aquesta casa es va edificar al segle xiii o al segle xiv. Gran part d'aquesta casa es va esfondrar l'estiu del 2006; abans d'aquest esfondrament es podia veure un mur amb espitlleres. Sota d'aquest edifici hi ha un túnel.

## Història
El terme de Prenafeta apareix documentat per primera vegada l'any 980 i el castell el 1072, en un document pel qual Arnau Pere de Ponts el donà en feu a Ramon Bremon. Bernat Pere de Pont deixà el castell en herència al seu fill Pere de Puigvert. La família Puigvert fou els senyors del castell durant els segles xii i xiii malgrat sembla que l'administració no l'exercien directament. Per herència, l'any 1276 Prenafeta passà a mans del monestir de Santa Maria de Poblet.
El poble de Prenafeta va quedar pràcticament despoblat en la guerra civil catalana contra el rei Joan II (1462-1472) i es va abandonar definitivament al segle xviii, quan es va refer la població al seu emplaçament actual, a uns 2 quilòmetres al sud.